# Futbolo Klubas Džiugas
FC Džiugas (nome completo Futbolo Klubas Džiugas), chiamato comunemente Telšiai, è una società calcistica lituana con sede a Telšiai. Milita nella A Lyga, la massima serie del campionato lituano.

## Storia
Il club venne fondato nel 1923.
di seguito, i cambi di denominazione della società:
- 1923–1946: SA Džiugas
- 1991–1994: FK Džiugas
- 2014–....: FC Džiugas

## Palmarès

### Competizioni nazionali
- Pirma lyga: 1

2019

### Altri piazzamenti
- Coppa di Lituania:

Semifinalista: 2023, 2024

## Cronistoria
| Stagione | Livello | Divisione  | Posto | Fonte | Note                   |
| -------- | ------- | ---------- | ----- | ----- | ---------------------- |
| 2014     | 3.      | Antra lyga | 2.    | [ 1 ] | Promosso in Pirma lyga |
| 2015     | 2.      | Pirma lyga | 10.   | [ 2 ] |                        |
| 2016     | 2.      | Pirma lyga | 7.    | [ 3 ] |                        |
| 2017     | 2.      | Pirma lyga | 5.    | [ 4 ] |                        |
| 2018     | 2.      | Pirma lyga | 5.    | [ 5 ] |                        |
| 2019     | 2.      | Pirma lyga | 1.    | [ 6 ] | Promosso in A lyga     |
| 2020     | 2.      | Pirma lyga | 4.    | [ 7 ] | Promosso in A lyga     |
| 2021     | 1.      | A lyga     | 8.    | [ 8 ] |                        |
| 2022     | 1.      | A lyga     | .     | [ 9 ] |                        |

## Organico

### Rosa 2020
Rosa e numeri come da sito ufficiale
| 12 | Lituania (bandiera) | P | Kęstutis Pilipavičius |  |  |  |  |  |
| 70 | Lituania (bandiera) | P | Nedas Kulevičius      |  |  |  |  |  |
|    |                     |   |                       |  |  |  |  |  |
| 2  | Lituania (bandiera) | D | Kęstutis Petkus       |  |  |  |  |  |
| 5  | Lituania (bandiera) | D | Paulius Ukrinas       |  |  |  |  |  |
| 7  | Lituania (bandiera) | C | Rokas Petrikas        |  |  |  |  |  |
| 9  | Lituania (bandiera) | C | Andrius Lipskis       |  |  |  |  |  |
| 13 | Lituania (bandiera) | D | Tomas Rapalavičius    |  |  |  |  |  |
| 14 | Brasile (bandiera)  | C | Leo Antonio           |  |  |  |  |  |

| N. |                        | Ruolo | Calciatore           |
| -- | ---------------------- | ----- | -------------------- |
| 15 | Lituania (bandiera)    | C     | Artūras Rudokas      |
| 17 | Lituania (bandiera)    | C     | Rolandas Leščius     |
| 20 | Azerbaigian (bandiera) | C     | Elsevar Bakirzadeh   |
| 29 | Lituania (bandiera)    | D     | Davydas Arlauskis    |
| 80 | Lituania (bandiera)    | C     | Ronaldas Misiūnas    |
| 88 | Lituania (bandiera)    | D     | Edvinas Sirutavičius |
| 92 | Lituania (bandiera)    | C     | Rokas Lazdinauskas   |